# Бернабо Висконти
Бернабò Висконти (на италиански: Bernabò Visconti, * 1321 или 1323, Милано, Сеньория Милано; † 19 декември 1385, Трецо сул'Ада, Сеньория Милано) от род Висконти, e господар на Бергамо, Бреша, Кремона, Сончино, Лонато и Валкамоника и съгосподар на Милано заедно с братята си Матео II и Галеацо II. Заедно с брат си Галеацо, макар и не по взаимно съгласие, той разширява владенията на рода, проправяйки пътя към великата „държава на Висконти". Тя се формира окончателно при неговия племенник Джан Галеацо Висконти, който се издига на власт след елиминирането на самия Бернабò.
Бернабò води непрекъснато войни. Той воюва с папите Инокентий VI (1352 – 1362) и Урбан V (1362 – 1370), които свикват кръстоносен поход против него. Воюва и с император Карл IV (1346 – 1378), който му отнема дадената собственост. След смъртта на брат му Бернабò управлява сам Сеньория Милано и през 1385 г. е хвърлен в затвора заедно с двама свои синове от племенника си и негов зет Джан Галеацо Висконти.
През 1370 г., по нареждане на Бернабò, започва строителството на най-големия мост в света дотогава – Трецо (строен до 1377 г.) в Трецо сул'Ада.

## Произход и характер
Той е третият син на Стефано Висконти (* 1288, † 1327), господар на Арона, и на съпругата му Валентина Дория (* 1290, † 1359) от влиятелното генуезко семейство Дория. Негови дядо и баба по бащина линия са господар на Милано Матео I Висконти и Бонакоса Бори, а по майчина – Бернабо Дория, господар на Сасело и Логодуро, капитан на Генуа, и Елиана Фиески. Кръстен е на дядо си по майчина линия Бернабо Дория – син на Бранка Дория.
Има двама братя:
- Матео II (* 1319, † 1355), господар на Лоди, Пиаченца, Бобио, Парма и Болоня, и съгосподар на Милано (1349 – 1355)
- Галеацо II (* 1320, † 1378), господар на Милано

Бернабò е описван от историците на епохата като добре изглеждащ, интелигентен, културен и проницателен човек, политик и квалифициран юрист, но и лесно избухлив, нетърпелив, ненаситен, скъперник, отмъстителен и способен на действия, характеризиращи се с невероятна и маниакална жестокост. Италианският историк от XVIII век Джорджо Джулини го представя като смел човек, любител на истината и справедливостта, свободно гарантиращ длъжности на заслужилите, без да ги премахва повече от поста, изпълняващ обещанията си и заплащащ своевременно.

## Биография

### Ранни години и изгнание (1323 – 1348)
Информацията, свързана с детството му, е оскъдна. Като млад учи канонично право, за да започне църковна кариера.
През 1340 г. заедно с братята си Матео и Галеацо се присъединява към заговора на Франческо Пустерла срещу чичо им Лукино Висконти, тогавашен господар на Милано. Конспирацията е осуетена и Пустерла е елиминиран, но Лукино не намира доказателства срещу племенниците си. През втората половина на 1347 г. нов заговор срещу Лукино води този път до изгнанието на синовете на Стефано. Бернабо се оттегля първо в Савоя, а след това във Фландрия и накрая се озовава като гост в двора на краля на Франция Филип VI през 1348 г. По време на изгнанието си той вероятно придружава армията на френския крал в някои сблъсъци.
През януари 1349 г. е отлъчен от църквата заедно с брат си Галеацо от папа Климент VI по призив на Лукино.

### Възход към властта (1349 – 1354)
Бернабо се завръща в Милано през 1349 г. след смъртта на Лукино Висконти, след като е извикан заедно с останалите си братя от чичо им – архиепископът и господар на Милано Джовани Висконти. Джовани всъщност е заточил сина на Лукино – Лукино Новело Висконти и извънбрачните му синове Брицио, Борсо и Форестино в Генуа. Според италианския историк от XVI век Бернардино Корио това негово решение е мотивирано от убеждението му, че Лукино Новело е роден от връзката на съпругата му Изабела Фиески с Галеацо II Висконти. Три години по-рано Лукино заточва и трите сина на Стефано Висконти: Матео, Галеацо и самия Бернабо, и защото подозира или има доказателства за връзката на жена си и племенника си.
Понеже Джовани Висконти не може да има законородени деца, той получава от Генералния съвет тържествен акт, благодарение на който Матео, Галеацо и Бернабо ще бъдат признати за законни господари на Милано след смъртта му. Той осигурява на всеки от тях дом, достоен за техния ранг: на Бернабо се пада дворецът на Лукино, който се намира срещу църквата „Сан Джорджо ал Палацо“.
За да се подпомогне оцеляването на потомците на Матео и за да се укрепят съюзите със съседните господари, са приключени успешно преговорите за брака на Бернабо с Беатриче Реджина дела Скала – дъщеря на Мастино II, господар на Верона, както и тези за брака на Галеацо I Висконти с Бианка Савойска, дъщеря на савойския граф Амадей VI. Бракът на Бернабо е сключен на 27 септември 1350 г. в Милано и е последван от рицарски турнир, в който Бернабо участва лично и по повод на който въвежда използването на високо седло. Реджина дела Скала е сгодена за Бернабо от 1345 г. Tя се оказва плодовита съпруга, има горд и амбициозен характер като този на мъжа си и единствената, способна да обуздава гнева му.
През 1350 г. Джовани Висконти праща военна помощ на Асторжо да Дурафорте, обявен за граф на Романя от папа Климент VI, за да го подкрепи в подчиняването на провинцията. Когато обаче Асторжо напада Болоня, чийто сеньор е Джовани де' Пеполи, Висконти не само изтегля войските си, но и приема продажбата на града за 200 хил. златни флорина. Това предизвиква гнева на папата, който заплашва да го отлъчи и да постави под запрещение градовете, подчинени на Висконти, ако не върне града в рамките на 40 дни. През декември 1350 г. папата отлъчва Джовани, Бернабо и братята му, а на 21 май 1351 г. поставя запрещение.
Към края на годината обаче е постигнато споразумение, с което господарят на Болоня Джовани Висконти да Оледжо е назначен за викарий на Болоня в замяна на 100 хил. флорина. По-късно той провежда неуспешна военна кампания в Тоскана срещу Антивисконтската лига, съставена от тоскански гвелфи и религиозни лица. Заради това Джовани е обвиняван от мнозина, сред които и Матео и Галеацо Висконти. Той се обръща за защита към Бернабо, както и към Джовани Висконти и му остава верен до смъртта му.
През 1354 г. Бернабо отива с армия във Верона по заповед на Джовани Висконти. Градът, по време на временното отсъствие на Кангранде II дела Скала, се надига срещу господаря си и иска помощ от Джовани Висконти, който е готов да помогне на бунтовниците със съгласието на семействата Гондзага и Есте. Но когато Бернабо пристига на мястото, предвид близките семейни връзки, които има с господарите на Верона (жена му Реждина е сестра на Кангранде II), той обединява силите си с тези на Кангранде и потушава бунта. След това хвърля цялата вина върху бунтовниците и Гондзага.

### Разпределяне на Сеньория Милано (1354)
След смъртта на архиепископ Джовани Висконти на 5 октомври 1354 г. властта над Милано преминава у тримата синове на Стефано Висконти по силата на акта, публикуван от Джовани в началото на неговото управление. На 11 октомври Боскино Мантегаца официално предава правомощията на тримата нови господари в Двореца на архиепископа в Милано. Лоди, Пиаченца, Парма, Фиденца, Болоня, Луго, Бобио, Понтремоли и Маса са дадени на Матео II Висконти. Галеацо II Висконти получава Комо, Виджевано и Ломелина, Новара, Верчели, Асти, Алба, Алесандрия и Тортона. На Бернабо се падат Бергамо, Бреша, Кремона и Крема, заедно с Вал Камоника, Ваприо, Риволта, Караваджо, Сончино, Лонато и ривиерата на Гарда.
Милано е управляван съвместно от тримата братя, на които са дадени по две зони на града и които на свой ред избират подест. Същото важи и за град Генуа и околностите му. Като нова резиденция Бернабо получава двореца на Лукино Висконти към базиликата „Сан Джовани ин Конка“, по-късно известен като Ка ди Кан. Матео II взима двореца до Архиепископията, където е живял Джовани, а Галеацо II – двореца на Ацо, който съставлява голяма част от бъдещия Кралски дворец на Милано. Матео II заема първостепенно място в съветите и публичните актове, Галеацо II има задачата да контролира правораздаването и обществената сигурност, а на Бернабо е поверено управлението на армията. Франческо Петрарка произнася тържествена реч в катедралата „Санта Мария Маджоре“ в Милано. На 29 октомври папа Инокентий VI назначава Роберто Висконти за нов архиепископ на града.

### Идване в Италия на Карл IV Люксембургски (1354 – 1355)
Лигата против Висконти, създадена от родовете Скалиджери, Гондзага, Есте и венецианците, е доволна от разделението на владението на Висконти и се възползва от това, за да повика император Карл IV Люксембургски в Италия. На 3 ноември 1354 г. той пристига в Падуа, придружен от 300 невъоръжени рицари. Когато пристига в Мантуа, легатите на Висконти му предлагат 200 хил. флорина: 150 хил. флорина за получаване на титлата „имперски викарий“ от Матео II, Галеацо II и Бернабо и още 50 хил. с оглед коронацията му за крал на Италия. Според италианския историк от 14 век Матео Вилани коронацията трябва да се проведе в Монца с Желязната корона, след което императорът трябва да се насочи към Рим, без да влиза в Милано и без да е придружаван. Императорът също се опитва да възстанови мира между страните с примирие, което да продължи до май следващата година, но претенциите на Висконти са прекомерни.
Карл IV празнува Коледата в Мантуа, след което се насочва с армия от 3000 конници към териториите, контролирани от Висконти. Той се среща с Галеацо II, придружаван от 500 мъже близо до Лоди, и от там е придружен до града да пренощува. Бернабо посреща императора в Абатство „Киаравале“ на няколко мили южно от Милано, давайки му 30 коне и благороднически коне, покрити с алено кадифе, копринени завеси и с богато украсени седла и юзди. По време на обяда в абатството успява да убеди императора да влезе в града. На 4 януари 1355 г. Карл IV тържествено влиза в Милано, където е посрещнат от хиляди пехотинци и конници в богати одежди и от оглушителния шум на стотици тръби, кастанети, барабани и гайди. След това той е поканен да се качи на горния етаж на Broletto Vecchio (дн. Кралски дворец), от чийто прозорец гледа парада на войските на Висконти (10 000 пехотинци и 6000 конници).
Императорът е коронясан за крал на Италия на 6 януари в базиликата „Сант Амброджо“ от Роберто Висконти, архиепископ на Милано, с Желязната корона, помазан е с миро и му е даден глобус с кръст, изобразяващ Азия, Африка и Европа. Следват дни на тържества, в които императорът обявява 40 нови рицари, включително Джан Галеацо Висконти, който е само на 4 г., и Марко Висконти – най-големият син на Бернабо, който е само на два месеца. Между 10 и 12 януари Карл IV напуска града, придружен от 600 конници на Висконти и се отправя първо към Пиаченца и след това към Пиза, където пристига на 18 февруари. На 5 април, Великден, той е коронясан за император в Рим. През юни, на връщане през Ломбардия обаче, той открива всичките градове затворени за армията си и е принуден да се върне в Германия. На 1 юни венецианците едностранно сключват мир с Висконти и с генуезците благодарение на посредничеството на миланеца Марко Реста, който дори е назначен за венециански патриций против неодобрението на останалите членове на лигата.

### Джовани Висконти да Оледжо превзема Болоня
В онези години Болоня е управлявана от Джовани Висконти да Оледжо в качеството на генерален губернатор. Джовани Висконти му е дал като феод пограничната долина на Бленио, която обаче е отделена от района на Комо. Когато Джовани умира, Галеацо II наследява тази провинция и завладява долината с претекст, че е част от нея. Оледжо се оплаква на Бернабо, с когото е в добри отношения, но той не го слуша.
Преди смъртта си Матео II праща Галасио дей Пии в своя феод Болоня, за да подкрепи Оледжо в управлението на града. Той също така праща съдия да провери семейство Оледжо, който обаче се страхува да говори и затова прави каса, в която събира многобройни жалби срещу губернатора. Когато Матео е информиран за това, той намалява наполовина гарнизона на града, намалява заплатите и реформира длъжностите, като вика някои важни държавни служители на града в Милано. Всичко това подтиква Оледжо да се разбунтува и да превземе Болоня. Първоначално той решава да завладее замъка, контролиран от миланеца Гуидето да Мерозо, който е неопитен във военното изкуство. На 18 април 1355 г. Болоня попада в ръцете на Оледжо. През есента на 1355 г. маркграф Джовани II Монфератски успява бързо да завладее Кераско, Алба и Асти. След това Карл IV му дава имперския викариат над Павия и е приканен от самите жители да завладее града им за сметка на Галеацо II Висконти.

### Смърт на Матео II Висконти
Матео II Висконти се опитва да си върне Болоня, като праща армия начело с Франческо д'Есте, но безуспешно. На 29 септември 1355 г., докато е в Сароно, той почувства силна коремна болка на връщане от ловен излет в околностите на Монца. Умира същата вечер след вечеря, вероятно убит по заповед на братята си чрез отравяне на свинското месо, което той особено много обича. Всъщност Корио разказва, че по време на среща на тримата в Крешенцаго Матео изразява нетърпението си, че трябва да споделя властта с братята си, а те, страхувайки се, че иска да ги премахне, измислят плана за убийството му. Тялото на Матео е пренесено с дълга процесия до Милано, където се прави погребението му; той е погребан в църквата „Сан Готардо ин Корте“.
Бернабо и Галеацо си разпределят властта на починалия им брат: Бернабо взима епархиите на Лоди, Парма и Болоня, включително всички замъци на тези територии, както и тези на Анджера, Меленяно, Пандино, Ваприо, Мартезана и Бацана, а Галеацо взимаПиаченца и Бобио и замъците на Монца, Абиатеграсо и Виджевано, Сеприо и Бургария. След това те си поделят Милано: сестриерите (т.е. шестте зони, на които градът е бил разделен в древни времена) Порта Романа, Порта Ориентале и Порта Нуова са на Бернабо, Порта Тичинезе, а Порта Верчелина и Порта Джовия – на Галеацо II. Генуа е разделена наполовина под властта на двамата.

### Кампания срещу Висконти на папа Инокентий VI (1356 – 1362)
Първоначално Бернабо не възнамерява да си върне Болоня с оръжие и предоставя на Джовани Висконти да Оледжо възможността да запази властта на града, при условие че му го върне след смъртта си и го остави да номинира подест. През юли 1355 г. Бернабо праща Ариго Кастракани в Болоня, за да се преструва, че преговаря с Оледжо, но истинското му намерение е да се договори с подеста и да подтикне гражданите към бунт. Конспирацията е разкрита, двамата са обезглавени заедно с останалите конспиратори, а Оледжо преминава на страната на Антивисконтската лига със съгласието на Алдобрандино III д’Есте. В началото на 1356 г. се формира Антивисконтска лига, съставена от Скалиджери, Гондзага, Да Карара, Есте, Монферат и император Карл IV Люксембургски, представляван от неговия викарий Марквард фон Рандек – епископ на Аугсбург. Двамата господари на Милано са обвинени в предоставяне на църковни длъжности в ущърб на папата, в придобиване на власт чрез насилие, в поставянето на капани пред императора в Пиза и в затварянето на градските порти по време на обратното му пътуване за Германия.
След това Бернабо праща армия от около 1000 конници в района на Реджо под командването на Валериано Кастракани – син на Кастручо Кастракани. Той построява бастия – замък или дървено укрепление, обсаждайки Кастел Сан Паоло. На 6 февруари 1356 г. армията на лигата атакува форта и последвалата битка завършва с поражение за Висконти, който има 300 загинали, 400 затворници, губи обоза си и е принуден да се оттегли в замъка в Монтекио. Висконти са победени и в края на август при Кастильоне деле Стивиере и са принудени да се оттеглят от Боргофорте.

#### Битка при Казорате
На 18 септември 1356 г. армия, съставена от германци от дружината на граф Ландо (Конрад Виртингер фон Ландау), болонци под командването на Ацо да Кореджо, ферарци под командването на Дондачо Малвичини дела Фонтана и мантованци начело с Раймондино Лупи ди Сораня тръгва от Болоня, през октомври влиза в района на Парма и Пиаченца и опустошава провинцията. Втора армия под командването на имперския викарий Марквард фон Рандек тръгва от Пиза и, незасечена от Висконти, успява да се присъедини към първата. Двете обединени армии прекосяват река По близо до Арена, влизайки в Ломелина, след което преминават през река Тичино, нахлувайки в района на Милано и разграбвайки Маджента и всичките селища до Витуоне.
Германските милиции на заплата при Висконти отказват да се бият със сънародниците си. За тяхно щастие граф Ландо закъснява с грабежите, вместо да изпълни заповедите на Джовани да Оледжо да атакува селищата на Милано. От този момент маркизът решава със своите 200 – 1000 обезбрадени шлемоносци да се присъедини към 3000-те души на граф Ландо, претендирайки за командването на армията. Той не го получава, поради което се оттегля от бойното поле, успявайки да подчини Новара, която оказва силна съпротива. Бернабо и Галеацо II използват разногласията между враговете, за да се реорганизират: те построяват ровове с бастиони около селищата извън стените на Милано и вербуват мъже от цяла Ломбардия, поставяйки начело Лодризио Висконти, Пандолфо II Малатеста и Франческо д'Есте. Скоро към тях се присъединяват Валериано Кастракани и Пиетро Мандели, които възнамеряват да обсадят Павия.
Граф Ландо, след като ограбва и извършва всякакви видове насилие в Кастано, граби Розате, намиращо се на пътя, който трябва да го отведе до зимните квартали при Павия. На 13 ноември, забелязвайки, че враговете не възнамеряват да обсадят града, армията на Висконти напуска Милано и се разполага на лагер близо до Казорате, на три мили южно от Розате, отрязвайки пътя на врага. Генералите разполагат 4200 конници на пътя за Павия и 2000 пехотинци от всяка страна на пътя зад гъсти лозя, което прави невъзможно атаката на вражеската кавалерия. На 14 ноември те пращат малки групи от по около 12 конници начело с Кастракани срещу тила на Ландо, възнамеряващ да прехвърли река Тичино. След като се среща в кратки престрелки с врага, миланската конница веднага избягва с намерението да го въвлече в капан. Ландо се хваща на номера и идва в участъка от пътя в близост до лозята заради миланската конница, блокирала пътя, доверявайки се на численото си превъзходство. Конницата отстъпва, преструвайки се, че се оттегля, но Ландо е нападнат веднага по фланговете от пехотата на Висконти, която убива конете с лъкове и арбалети и след това се хвърля пеша срещу конниците, като ги пленява. След като разбиват първия армейски корпус, Висконти нападат втория и лесно го обръщат в бягство. Антивисконтската лига губи 1500 души (мъртви и ранени), а граф Ландо, Марквард фон Рандек, Раймондино Лупи ди Сораня, Дондачо Малвичини и Малкалцато – генерал от Монферат са пленени заедно с почти всички капитани и 200 конници. Изглежда, че граф Ландо успява да избяга в Новара, като подкупва двама герман ски тъмничари.
На 17 ноември, възползвайки се от ситуацията, Генуа и градовете на Лигурската ривиера гонят подеста Биаджо Капели и губернатора Мафео Мандели, нарушил условията за преданост на Висконти, присъединявайки се към лигата. Висконти пращат там Симоне Боканегра, за да се опита да възстанови мира, но той се възползва от възможността да се присъедини към очакващите го пизански войски и да бъде провъзгласен за дож. Генуезците успяват за кратко време да получат контрол над цялото крайбрежие от Монако до Сардзана.

#### Бернабо атакува района на Мантуа
През февруари 1357 г. Бернабо планира заговор срещу Джовани Висконти да Оледжо за завладяването на Болоня. Бернабо отива с армията си в Парма, но там научава, че заговорът е разкрит и най-известните му участници са обезглавени, включително Енрико Кастракани. След това той отива в Монтекио и кара да построят укрепление в Монте Сан Просперо, което обаче е нападнато и унищожено от армията на Антивисконтската лига начело с Уголино Гондзага. Тя граби провинцията на Парма в продължение на месеци. През юни Бернабо праща армия от 2000 шлемоносци и 1000 пехотинци в Болоня под командването на Галеацо Пио. Пио разграбва района на Модена и разполага лагер в Пиумацо, но на 11 юли е нападнат от милициите на Ферара и Мантуа начело с Фелтрино Гондзага и е победен.
В края на август малка армия от 500 стрелци на коне под командването на Лукино Дал Верме отива през Гуастала в Говерноло, където завладява моста над По благодарение на предателството на свещеник. Дал Верме кара да се построи мост над Минчо и малко след това атакува моста на Боргофорте, единият край на който е укрепен, а другият е защитен от малка крепост в състояние да устои на нападенията. Антивисконтската лига успява скоро да изпрати армия, която си връща контрола над двата моста. Възползвайки се от победата, болонските и мантуанските милиции изпращат части в района на Милано, които, обединявайки се с тези на Монферат, разграбват Милано, Лоди, Кремона и Мантуа. Те заплашват и Касано, докато Уголино Гондзага първо обсажда Новара, която му се подчинява, а след това и Верчели. В същото време Бернабо се връща на източния фронт, за да атакува мантуанците в Боргофорте и Говерноло с армия под командването на Джовани Бицоцеро, като ги поставя на тясно. През март 1358 г. Бицоцеро изоставя обсадата на Мантуа, но е победен в Монтикиари от граф Ландо и Уголино Гондзага, пленен и обесен.
От 6 април до 8 юни в Милано се провежда мирна конференция: Висконти се обединяват с господарите на Мантуа, Ферара и Падуа; градовете Новара и Алба се връщат на Висконти, които са принудени да разрушат укрепленията в района на Новара и да преотстъпят Нови, Боргофорте и завладените в района на Ферара замъци, а Асти и Павия остават на Маркграфство Монферат. Решено е Катерина Висконти – дъщеря на Матео II да се омъжи за Уголино Гондзага, Марко Висконти – син на Бернабо да се сгоди за едно от дъщерите на Франческо да Карара, а Мария Висконти – дъщеря на Галеацо II да се сгоди за един от синовете на Джовани II Монфератски. Джулини потвърждава, че откриването на мирните преговори е възможно именно поради егоизма на Джовани II, който, както се вижда, твърди, че води армията на лигата, без да споделя завоеванията ѝ.
През септември 1358 г. се ражда Родолфо Висконти, четвъртото дете на Бернабо и съпругата му Реджина дела Скала и е отпразнуван бракът между Катерина и Уголино.

#### Обсада и повторно завоюване на Павия
През 1357 г. Бекария, благородническо семейство от Павия, се разбунтува срещу Висконти, предлагайки града на Джовани II Монфератски. Този бунт е оправдан от условията, наложени им от Лукино Висконти през 1343 г., които предвиждат назначаването на подест от миланците, наличието на милански гарнизон и задължението за снабдяване на Висконти с войници при война в замяна на участието на Бекария в градската управа. Когато маркграфът на Монферат завладява града, Бекария трябва скоро да променят мнението си, т.к. маркграфът страда от влиянието им. Затова той решава да ги изгони, като използва проповедта на харизматичния августински монах Джакомо Бусолари, който дискредитира тях и Висконти и е много популярен сред гражданите заради своето красноречие. Скоро монахът става фактически господар на града от името на маркиза. Бекария се опитват да го убият, но не успяват и са принудени от народа да изоставят Павия и да станат свидетели на унищожаването на техните имоти.
Веднъж пристигнали в Милано, Бекария се уговарят с Галеацо II да отмъсти на Бусолари; те успяват да вдигнат бунт срещу павийците заедно с Ланди, които карат много градове и замъци в района на Павия и Олтрепо като Вогера и Брони да преминат на страната на миланците. През март 1358 г., веднага щом снеговете се стопяват, Бернабо и брат му обсаждат Павия с армия под командването на Лукино Дал Верме, разполагайки войските пред Порта Сан Салваторе. През април миланският флот успява да победи флота на Павия и градът е обсаден и по реката.
Междувременно Бусолари назначава 20 трибуни, по един на квартал, със задачата да наемат колкото се може повече роти от по 100 души с по 4 капитани за всяка от тях, докато самият той е защитен от охрана от 60 души. Всичко е финансирано от продажбата на дрехите и бижутата на гражданите, които ги даряват, вярвайки на монаха. Под ръководството на Антонио Лупо от Парма и с помощта на войските на маркграфа на Монферат, разположени на лагер в Басиняна, павийците атакуват. Те успяват да победят армията на Галеацо, убивайки и пленявайки мнозина. Галеацо обаче бързо събира друга армия и се връща, за да обсади Павия с брат си. През ноември гражданите, изтощени от глад и епидемии, решават да се предадат на Бернабо, страхувайки се от репресиите на брат му. Бернабо отказва и Галеацо влиза в града, без да извърши насилие или грабеж, и за по-добър контрол той започва строежа на замъка на Павия. Бусолари е съден и след това затворен за цял живот в манастир в района на Верчели.

#### Офанзива на Алборноз срещу Парма
През 1359 г. Бернабо, вярвайки, че единственият в състояние да помогне на Джовани Висконти да Оледжо да се защити от амбициите му в Болоня, е Еджидио Алборноз, кардинал и папски легат, сключва споразумение с него. Той му праща 200 копиеносци, за да му помогне в обсадата на Форли в замяна на неговия неутралитет относно Болоня. Няколко месеца по-късно Алборноз получава град Форли, преструвайки се, че влиза в преговори с капитан Форлино, но всъщност го хвърля в затвора и го принуждава да отстъпи Болоня заедно с провинцията. През ноември Бернабо отново прави кампания срещу Болоня, като разполага армия от 1000 пехотинци и 800 конници, към които са добавени 400 конници, изпратени от Галеацо, и по 200 конници от Ферара, Мантуа и Падуа. Според Джулини армията разполага с 4000 конници и 800 пехотинци. На 7 декември Бернабо взима Кревалкоре и Джовани Висконти дa Оледжо търси помощта на папа Инокентий VI.
През февруари 1360 г., с превземането на Кастелфранко, Бернабо вече е разчистил пътя за Болоня. Джовани да Оледжо, страхувайки се, че повече няма да може да защитава града и ще се озове в ръцете на Висконти, постига споразумение с Алборноз. Алборноз забравя за договора с миланците и на 17 март поема контрола над Болоня и околните замъци, давайки на Джовани управлевлението на град Фермо, след което увеличава гарнизона на града с помощта на Малатеста. На молбата на Алборноз да се оттеглят от обсадата на Болоня, Бернабо и ферарците отговарят със завладявянето на Пиумацо и някои замъци в района на Болоня, окупират Луго и обсаждат Ченто и Форли, за което Инокентий IV отлъчва Висконти. През юли Бернабо завзема и укрепва Казалекио, като отклонява водите на Рено, които Болоня използва, и опустошава провинцията.
Алборноз реагира, като гони гибелините от Форлимпополи, след което през ноември, невярващ в лоялността на италианските войници, сключва споразумение с крал Лайош I Велики от Унгария, който му праща на помощ 5000 – 10000 конника (включително много стрелци на коне) и 700 пехотинци. Междувременно Реджина дела Скала убеждава Бернабо да откаже дъщерята на Франческо I да Карара да стане тяхна снаха, понеже Франческо нарушава съюза, като пуска унгарците да минат през Падуа. Най-накрая армията пристига в Болоня, където се присъединява към 2000 мъже на Алборноз и успява да унищожи бастионите, построени от Виконти пред града; при сблъсъците за пръв път се споменава използването в Италия на bombarda (вид артилерийско оръдие) от миланците. След това унгарците и армиите на папата нападат Парма, чиято обсада започва на 24 ноември. Жителите на Парма свалят официалните си лица и създават правителство, благодарение на което се защитават яростно до пристигането на армията на Висконти през декември.
За да прогони унгарците, Бернабо подкупва командира, плащайки му скъпо, като наема хиляди от хората му. Същия месец Галеацо II дава на сина си Джан Галеацо Висконти сестрата на френския крал Изабела Валоа, като плаща огромната сума от 500 хил. златни флорина и получава Графство Вертю в замяна. През 1360 г. папата, знаейки за презрението на Бернабо към църковните служби, го отлъчва от църквата. След това се правят опити за помирение благодарение на посредничеството на флорентинеца Николо Ачауоли от името на Луи I Анжуйски, който предлага на папата да плати 100 хил. флорина на Бернабо в рамките на пет години, а на Бернабо да се откаже от всякакви претенции към Болоня. Когато папският легат търси по-благоприятни условия, Бернабо отговаря с „Искам Болоня“ на всяко от тях, карайки преговорите да се провалят.

#### Битка при Сан Руфило и чума от 1361 г.
На 3 ноември умира Алдобрандино III д'Есте и властта над Ферара е поета от брат му Николо II д’Есте. Той веднага скъсва съюза с Висконти, за да отиде на страната на Алборноз заедно с Леонардо Роландо – кастелан на Рубиера. Бернабо отговаря, като изпраща армия, която стига до портите на Болоня, където превзема и укрепва Сан Руфило на няколко километра източно от градските стени. Болонците търсят помощ от Алборноз. Алборноз разпространява фалшивата новина, че Римини се е разбунтувал срещу Висконти и привлича 300 милански войници в този град, докато заедно с Малатеста се връща в Болоня, където атакува Висконти на 26 юли. Първоначално миланците успяват да отблъснат първите две групи начело с Галеото I Малатеста, но т. к. са вече отслабени, те са победени от болонците, които излизат от града и атакуват Сан Руфило.
Миланската армия се опитва да превземе Кореджо, но е победена. Бернабо приписва поражението на Уголино Гондзага и провежда наказателна експедиция, за да ограби земите, но мантуанският господар го побеждава при Ревере. На 5 декември Бернабо подписва 20-дневно примирие с Алборноз и започва преговори за притежаване на Болоня без успех.
През лятото на 1361 г. английските наемни роти, наети от Джовани II Монфератски за борба с Галеацо II, предизвикват чумна епидемия, която води до хиляди смъртни случая в цяла Ломбардия и не пощадяват и Милано, чието население е намалено наполовина. За да се опитат да избягат от нея, миланските благородници се оттеглят в замъци в провинцията: Галеацо II в този на Монца, а Бернабо – в този на Меленяно. Болестта поразява района на Милано в продължение на около шест месеца.

#### Бунтът на гвелфите в Бреша
В началото на 1362 г. Алборноз формира Aнтивисконтска коалиция, включваща Папската държава, Да Карара, Есте, Гондзага и Скалиджери. Господарят на Верона Кансиньорио дела Скала запечатва съюза, като жени сестра си Верде дела Скала за Николо II д’Есте. Бернабо открива мирните преговори с папата в Авиньон, но молбите му са отхвърлени, тъй като са толкова прекомерни, че чак са обидни. През март той праща армия да атакува Пескиера и втора армия да атакува Солара, но и двете са победени от Малатеста Унгаро. Гвелфите от Бреша се разбунтуват срещу Висконти и завладяват много замъци в провинцията, а след това се поставят под защитата на Кансиньорио.
Бернабо успява да отиде лично в Бреша заедно с няколко войници, където побеждава кавалерийска рота в Понтевико. Той влиза в Бреша, където арестува водачите на гвелфите и връща града на благородниците гибелини, след което се завръща в Милано. През септември той заминава за Кремона, където събира армия и се насочва към Робеко д'Ольо, където отново побеждава гвелфите от Бреша. След това пленява няколко замъка във Вал Тромпия. Много брешански благородници от фракцията на гвелфите са обесени или обезглавени, а техните имоти са ограбени и унищожени. На 14 октомври 1362 г. Уголино Гондзага е убит от братята му, съпругата му Катерина Висконти бяга в Милано, а Бернабо, след като получава причина за война, напада Мантуа, управлявана от народния капитан Гуидо Гондзага. Ангажиран да се бие на твърде много фронтове, Бернабо приема, почти сигурно под натиска на брат си Галеацо II, посредничеството на френския крал Жан II за приключване на конфликта с новия папа Урбан V.

### Кампания на папа Урбан V срещу Висконти (1363 – 1370)

#### Битка при Солара
Мирните преговори от септември 1362 г. са неуспешни, тъй като Бернабо не отива при папата в Авиньон. На 3 март 1363 г. папа Урбан V обявява Бернабо за еретик, отнема всичките му почести, права и привилегии и започва кръстоносен поход срещу него. Бернабо, вбесен от папската анатема, лично застава начело на армията, за да помогне на Солара под обсада на ферарците от края на март. Той успява да влезе в града, като го снабдява с провизии, но докато раздава заповеди, е ранен в ръката от куршум (веретон) и е принуден да бъде лекуван в Кревалкоре.
На 6 април 1363 г. Aнтивисконтската лига побеждава армията на Бернабо в битката при Солара, по време на която са заловени много ломбардски благородници, включително Амброджо Висконти – първият извънбрачен син на Бернабо от любовницата му Белтрамола де' Граси, който е затворен в Анкона. Тази битка за миланците означава загуба на всички крепости около град Болоня. Укрил се в Парма, за осем дни Бернабо успява да събере нова армия, с която обсажда Модена, като построява бастион във Вила ди Чези. През август започва преговори благодарение на посредничеството на френския крал Жан II и на Петър I Кипърски, достигайки крехко примирие на 3 септември.

#### Мир от Болоня и брачни съюзи
Конфликтът между Бернабо Висконти и папата приключва на 3 март 1364 г. с мирен договор, който гарантира на Висконти голямата сума от 500 хил. флорина на осем вноски, връщане на всички затворници и вдигане на отлъчването в замяна на преотсъпването на Болоня, Луго и замъците в Модена и в района на Болоня, както и краят на преследването на духовниците и забраната за налагане на нови данъци върху техните активи. Болоня трябва да се управлява от Андрейно д’Елвения до пълното изплащане на вноските. Бернабо получава от Скалиджери замъците, окупирани от тях в района на Бреша и около езерото Гарда. Постигането на мир е възможно само със заместването на Алборноз (чиято арогантност Висконти не могат да понесат) с по-помирителния Андрейно от Клюни. За да отпразнува мира, Бернабо организира голям турнир в двора на двореца си в Милано, в който участват много от най-великите господари на Италия и в който победителят е награден с колан и венец на стойност 200-а флорина всеки.
През октомври 1364 г. Бернабо сгодява дъщеря си Верде Висконти за Леополд III Хабсбург, син на Албрехт III Хабсбург – херцог на Австрия, което позволява нов съюз между двете държави чрез Рудолф Хабсбург – брат на Леополд, който обаче умира няколко дни по-късно и е погребан в църквата „Сан Джовани ин Конка“ в Милано. През 1365 г. се чества бракът между Верде Висконти и Леополд III; булката носи зестра от 100 хил. флорина.

#### Втора дружина на Свети Георги
През 1365 г. Бернабо, след като научава, че в Пиза има английска рота, която се е приютила там след войната с перуджанците, изпраща сина си Амброджо Висконти, като ѝ плаща, за да получи капитански чин. Британците приемат предложението, поставяйки се под егидата на Висконти, и по този начин Амброджо основава втората наемническа Дружината на Свети Георги. Към нея се присъединяват някои от бившите членове на Бялата дружина, разпусната от Джовани Акуто година по-рано. Новата дружина атакува и опустошава Луниджана, превзема Специя, прониквайки в генуезката област, и обсажда Генуа с помощта на армията на Галеацо II, Фиески и Спинола.
Операциите приключват на следващата година с нов мирен договор, след което дружината отива в Романя и след това в Абруцо, където е разбита и разпръсната в битка от армията на Джована I Неаполитанска. Амброджо е затворен в Кастел дел Ово. На 3 юли 1366 г. Бернабо и брат му подписват мир с Генуа в замяна на 60 хил. златни флорина (според други източници 20 хил.) за три години.

#### Нова Антивисконтска лига
Поради увеличаването на данъчното облагане на религиозните лица и тяхното малтретиране, на 29 юли 1366 г. по инициатива на папа Урбан V в Авиньон е създадена нова Антивисконтска лига. В нея влизат император Карл IV Люксембургски, Лайош I от Унгария, Джована I Неаполитанска, Франческо I да Карара, Николо II д’Есте, Гуидо Гондзага и Галеото Малатеста, известен като Унгаро. След като папата се мести от Авиньон в Рим, лигата е подновена във Витербо на 7 август 1367 г. Папата обеща да бъде избран за император Вацлав – син на Карл IV, и да даде на императора десятъка от Германия и Бохемия.
Съюзилите се опитват да накарат Галеацо II и Бернабо да повярват, че съюзът служи за противопоставяне на кондотиерските роти. За да се уверят в това, двамата братя пращат пратеници до папата, без да получат отговор. Бернабо отговаря на лигата, като се съюзява с Кансиньорио дела Скала, чийто голям враг е бил по-рано: в замяна на съюза Мантуа трябва да премине под властта на Скалиджери, в случай че бъде завзета. Според договора на 5 април 1368 г. армията на Бернабо Висконти и Кансиньорио дела Скала, с 3000 пехотинци и също толкова конници опустошава провинция Мантуа и след това обсажда Мантуа и Боргофорте. На 24 април флотилията на Висконти прогонва флотата на Есте по река По, като пленява няколко кораба. Миланската армия обаче е обезкръвена от убийството на 500 италианци от немците и унгарците, които воюват в нейните редици, последвано от идентично отмъщение на италианците в Бергамо.
През юни в Милано е отпразнувана сватбата между Виоланта Висконти – дъщеря на Галеацо II с Лайънъл Антверпенски – син на английския крал Едуард III, в който съюз Бернабо е кръстник; организиран е разкошен банкет от 18 трапези на площада на днешния Кралски дворец. На 12 август Бернабо сключва съюз с Вителсбахите, запечатан с брака на дъщеря му Тадеа Висконти със Стефан III Баварски и на сина му Марко с Елизабета Баварска, дъщеря на херцог Фридрих фон Байерн-Ландсхут.
На 30 май 1368 г. папа Урбан V издава була, която подбужда към нов кръстоносен поход срещу Бернабо за нарушение на главите от предишния мир и по-специално – по отношение на третирането на църковните лица. Имперската армия под ръководството на император Карл IV напуска Прага и на 12 юни се присъединява към силите на Антивисконтската лига във Фикароло, образувайки армия от 30 хил. конници и 20 хил. мъже (или само 20 хил. според Корио). Тя прави две неуспешни обсади на Остиля и не успява да прогони Висконти от обсадената Мантуа. Междувременно към нейните сили се присъединяват и тези на Джована I Неаполитанска и на братята Да Кореджо, които се отказват от лоялността си към Висконти. След това армията се насочва към Боргофорте, където атакува укрепленията, построени предишната година от Бернабо, но въпреки това Висконти успяват да устоят.
Предвид интензивните дъждове, които правят По пълноводна, антивисконтистите мислят да отклонят реката, така че да наводни Боргофорте, но Висконти реагират с хидравлични работи, които успяха да наводнят мантуанските полета и да затрупат императорския лагер, който е разрушен с големи загуби. Императорът е принуден да се оттегли в Мантуа. Междувременно Кансиньорио умишлено кара да излезе от бреговете си река Адидже в посока Падуа, нанасяйки вреда на Да Карара. Тогава императорът се насочва срещу Верона, но скоро е принуден да се оттегли поради липса на храна, докато Леополд Австрийски окупира района на Виченца заедно със своя съюзник Франческо да Карара.
В края на краищата в Модена се водят преговори между Висконти и Скалиджери, от една страна, и Антивисконстката лига, императорът и папският викарий от друга. Те водят до мира от 11 февруари 1369 г., според който Бернабо трябва да върне Боргофорте, а армията на лигата да се оттеглили в съответните си държави.
Непрекъснатите дъждове от пролетта на 1369 г. предизвикват силен глад цялата година.

#### Военни маневри в Тоскана
На 5 април 1369 г. император Карл IV обявява Лука за зависима от империята, но отказва да предостави на Бернабо викариат. Бернабо изпраща кондотиера Джовани Акуто (Джон Хокуд) в Тоскана, за да завземе Лука. Папа Урбан V отговаря със сформирането на нова Антивисконтска лига, подкрепена от всички главни господари в Северна Италия (с изключение на Скалиджери) и от Флоренция. На 1 декември 1369 г. войските на Висконти, водени от Джовани Акуто, се изправят срещу тези на Лигата в битката при Кашина. Те побеждават частите на Лигата и превземат Луниджиана, поверена на Беатриче Реджина дела Скала, и провинция Пиза, макар че успяват да завземат самата Пиза. Въпреки поражението, на 25 март 1370 г. папата подновява Антивисконтската лига, създадена от членовете от предходната година. На 11 май Бернабо отново изпраща Джовани Акуто в Тоскана, за да превземе Пиза, но без успех, а на 13 юни обсажда Реджо, под властта на Фелтрино Гондзага.
По-късно Джовани Акуто е изпратен да подкрепи Перуджа, разбунтувала се срещу папата, и той успява да направи набези точно под стените на Витербо, където живее Урбан V. През септември Сардзана доброволно се подчинява на Висконти. След това Лигата изпраща армия, за да освободи града от обсадата, но нито една от страните не надделява. На 11 ноември е сключено примирие, след което императорът се завръща в Бохемия. Бернабо праща 800 души в Лука, уж на помощ на папата срещу флорентинците. Те влизат в града, но Алдерико Кастракани, съюзник на Висконти, съобщава за плана на папата, поради което Бернабо не успява да превземе града и е принуден да се оттегли от Тоскана. За да си отмъсти, той изпраща армия пред портите на Флоренция, ограбвайки провинцията и взимайки много затворници.
През февруари 1370 г. Висконти губят Сан Миниато след предателството на един от гражданите, накарало флорентински милиции да влязат в града. Гуидо Фолиано също преминава към флорентинците. Бернабо, изтласкан от Джовани дел'Аниело, изпраща армия да превземе Пиза, но след двумесечна обсада е принуден да се върне в района на Парма. През юли той се опива да обсади Реджо, където има гарнизон на Фелтрино Гондзага, но отново е победен след атака от жителите на Реджо, болонците и ферарците.
През лятото на същата година Луиджи II Гондзага сключва мирен договор с Висконти, според който Мантуа остава у Гондзага, а Бернабо изоставя моста на Боргофорте в замяна на излизането от Мантуа е Антивисконтската лига. През октомври ферарците, болонците и флорентинците нападат територията около Мирандола с 500 копиеносци под ръководството на Лучо Ландо, но накрая са победени от Бернабо.
На 12 ноември 1370 г. е сключен мирен договор между Висконти, Флорентинската република и Папската държава, но той е краткотраен, тъй като Урбан V умира на 19 декември. Григорий XI, внук на Инокентий VI, е избран на негово място на 30 декември.

### Кампания срещу Висконти на папа Григорий XI (1371 – 1378)

#### Завладяване на Реджо
През март 1371 г. Николо II д'Есте наема армията, водена от Лучо Ландо, за да завземе, след молба за помощ от гражданите, Реджо, който е в ръцете на Фелтрино Гондзага. Благодарение на предателството на някой си Габриело Гавасалдо, на 7 април Ландо успява да превземе Порта Сан Пиетро и да вкара в града 300 мъже под командването на Дзебрино да Марано, които принуждават членовете на родовете Гондзага и Манфреди да се затворят в замъка на града. Реджо е подложен на ужасно разграбване от наемната дружина. Гулиелмо Гондзага, син на Фелтрино, успява да се измъкне от замъка и да отиде в Кревалкоре, за да моли за помощ Бернабо, който е разквартируван там. На 10 април Бернабо му отпуска 50 избрани войници, натоварени с провизии, които успяват да се върнат в Реджо, като се прокрадват в замъка през нощта. Тогава Бернабо Висконти заповядва на своя генерален капитан Гуидо да Вимеркате да наеме войските на графа на Кунео Алидазио. В същото той време пише на сина си Амброджо, като му заповядва да помогне на Фелтрино с 500-те си души. Амброджо взима ключовете от замъка и влиза в града. След като научава за това, Лучо Ландо напуска Сасуоло и се връща в Реджо, за да се сражава с него. Гулиелмо Гондзага най-накрая се съгласява да отстъпи Реджо и всички градове от неговата епархия на Бернабо с изключение на Баньоло и Новелара в замяна на 50 хил. флорина. Бернабо отива с армията си в Парма и след като позволението, предоставено му от Есте, изтича, Лучо Ландо се съгласява да предаде града на миланците в замяна на 25 хил. флорина (според Росмини) или 60 хил. флорина (според Корио). След това Ландо предава Висконти, като отива на служба при маркграфа на Монферат срещу Галеацо II Висконти. Управлението на града е поверено на Амброджо Висконти.
От юли Манфредино да Сасуоло, на заплата при Бернабо, подлага на грабежи провинцията на Модена. От 14 август Амброджо Висконти подлага на насилие жителите на Ферара, пристигайки за първи път от 70 години при градските порти. Изплашен от събитията, Николо II д'Есте моли папа Григорий XI за помощ. Папата от своя страна се опитва да направи друга антивисконтска лига с император Карл IV Люксембургски, Лайош I Унгарски и гвелфите от Тоскана.
През октомври Гуидо да Кореджо, син на Ацоне да Кореджо, предава баща си и чичо си, които подкрепят лигата, като се съюзява с Бернабо. Гуидо, след като въвежда няколко войници в Кореждо, кара да ги арестуват заедно с децата им, като поема управлението и печели годишна комисионна от Висконти.

#### Битка при Рубиера
В началото на 1372 г. маркиз Фридрих II от Салуцо моли Бернабо за помощ, понеже не е в състояние да се сражава с армията на граф Амадей VI Савойски. Бернабо му праща 500 копиеносци, които през цялото лято извършват набези в земите на графа. Междувременно папа Григорий XI създава армия от 1000 копиеносци и поне толкова пехотинци заедно с Николо II д'Есте, за да попречи на Бернабо да завземе и Модена. На 2 юни 1372 г. войските на Бернабо от 1000 пехотинци и 800 копиеносци начело с Джовани Акуто (Джон Хокуд) и сина на Бернабо – Амброджо Висконти побеждават двойно по-голямата армия на лигата в битката при Рубиера. Те пленяват 1000 вражески войници заедно с командира им Франческо да Фолиано и неговия племенник Гулиелмо, обещавайки им да ги пощадят в замяна на всичките им замъци. Предложението е отхвърлено от брат му Гуидо, така че Франческо да Фолиано е обесен на стените на Реджо; останалите войници са освободени.
През юни Бернабо изпраща войски, за да помогне на брат си Галеацо II, който обсажда Асти срещу Савоя. Най-накрая обсадата е вдигната и Галеацо е принуден да се оттегли. Амброджо Висконти се връща в Реджо, където се оплаква на баща си за поведението на Джон Хокуд по време и след обсадата. Това води до уволняването на Хокуд, който отива на заплата при папата, който го назначава за гонфалониер на църквата и капитан на папската армия.
Ферарците и папата се възползват от напускането на част от войските на Бернабо, за да извършват набези в районите на Парма и Пиаченца, водени от кардинала на Бурж; след това, през август, те обсаждат Сасуоло. Бернабо им отговаря, като обсажда Сан Поло д'Енца. През ноември Пиер дьо Бурж, преструвайки се, че отива при Савойския граф, разграбва провинцията на Парма и Пиаченца, завзема няколко замъка там, както и градовете Брони, Боргоново и Кастелнуово, преди да се върне в Болоня с богата плячка. В отговор Бернабо му праща сина си Амброджо Висконти, който подлага на грабеж провинцията чак до Болоня. В отговор на това папа Григорий XI подновява отлъчването на Бернабо и Галеацо II и освобождава поданиците им от задължението за лоялност. След това Бернабо налага на всички църковни представители на Сеньория Милано да не провеждат никакви избори без позволението му и да останат в техния град. Той също така заповядва ареста на всички непокорни църковни служители и всички французи в неговите владения под заплаха от смъртно наказание и конфискация на имуществото.

#### Поражение при Гавардо
В началото на януари 1373 г. папата подготвя две нови армии: тази, предназначена да се воюва с Бернабо, се състои от Джон Хокуд с 500 английски копиеносци, Уголино да Савиняно с 300 ферарски копиеносци, Гуидоне ди Плуине с дружина гасконци, Джорджо Пичинино с дружина от бургундци и Улрих Тотингер с дружина от германци. На 23 януари армията на Бернабо под командването на Дзането Висконти е разбита на брега на Панаро. Папата се възползва от това, за да окупира Сан Джовани ин Кроче. Той успява да провокира въстание на гвелфите, при което Висконти губят повечето от замъците в района на Пиаченца, принуждавайки се да се изтеглят в града. Графът на Савоя – нов генерал на Антивисконтската лига се възползва от възможността да завладее няколко замъка и градове в района на Новара, включително Галиате, след което прекосява Тичино, разграбва Мартезана и прекосява река Ада при Бривио, причинявайки въстанието на гвелфите от долината Сан Мартино. Бернабо гони гвелфите от Милано, след което го последва с армията си, като нанася вреда на провизиите му. Графът на Савоя, страдайки от недостига на храна и закъснението на заплатите, както и от болест, разпространила се в лагера и убила много от войниците, е принуден да се изтегли към района на Бреша.
Папа Григорий IX, желаейки да се възползва от моментната слабост на Висконти, започва кръстоносен поход срещу тях, като изпраща Джон Хокуд в Бреша, за да се присъедини към Савойския граф. От своя страна Галеацо II изпраща Джан Галеацо, а Бернабо – сина си Амброджо, за да попречи на двете армии да се съединят. Амброджо обаче е принуден да се съсредоточи върху Бергамо, за да потуши въстанието в ход, но е убит на 17 август заедно с Лудовико да Кореджо от жителите на долината при Каприно Бергамаско. По време на операциите Абатство Понтида е унищожено. Джан Галеацо Висконти атакува врага близо до Монтикиари, като го побеждава и пленява около 500 души. На 8 май, след като пресича река Киезе, той побеждава Джон Хокуд при Гавардо. Войските на Висконти обаче се отдадават на плячкосване на падналите врагове и Хокуд се възползва от възможността да контраатакува, като ги унищожава и залавя почти всичките им капитани. Джан Галеацо, след като е хвърлен от седлото, успява да избяга само благодарение на помощта на някои свои верни рицари. След битката и Хоукуд, и Савойският граф се оттеглят в Болоня. Същия месец е установено примирие, след като Бернабо плаща 20 хил. флорина на папата. През септември Бернабо лично влиза в долината на Сан Мартино, за да отмъсти за сина си, задушава бунта в кръв, срива крепостите на гвелфите и се връща в Милано през октомври.

#### Бунт в Папската държава и брачни съюзи
През април 1374 г. кондотиерът Джиберто да Фолиано прави заговор с някои граждани на Скандиано, гони чичо си Гуидо да Фолиано и се съюзява с Антивисконтската лига, започвайки да извършва набези в района на Реджо. На 9 юни Бернабо праща Паоло Кристиани да подпише примирие с Папската държава и Савоя. През следващите шест месеца голяма част от владението на Висконти е опустошено от чума. През октомври Джон Хокуд опустошава провинцията и някои градове на Парма до такава степен, че те не могат да бъдат засети и на следващата година не дават реколта. През същия месец Якопо и Антонио дей Пии изгонват братята Марчилио и Джиберто от Карпи, съюзявайки се с папата.
На 22 май 1375 г. е ратифициран мирът за една година между Висконти и Антивисконтската лига. През август Бернабо дава дъщеря си Аниезе за съпруга на Франческо Гондзага – син на Лудовико. През август Бернабо се обръща към Петър II Кипърски, който се нуждае от съюзник на италианския континент, за да атакува Генуезката република, която е във война с Кипърското кралство. Споразумението е запечатано от брака на Петър с Валентина – дъщеря на Бернабо. На 22 август, по молба на Фридрих Кипърски, Бернабо сгодява дъщеря си Англезия за Хайнрих, син на Петър.
През 1375 г. флорентинците се съюзяват с Бернабо, Джована I Неаполитанска, жителите на Сиена, Лука, Пиза и Арецо срещу папа Григорий XI, защото той оставя Джон Хокуд да опустошава тяхната територия, въпреки че е съюзник. Бернабо праща 500 копиеносци на помощ под командването на Дзеноне Висконти. Галеацо II решава да не подкрепя брат си. Флорентинците приканват всички градове на Италия и особено тези на Папската държава да се разбунтуват срещу тиранията на ректорите. През ноември 2/3 от градовете и замъците на Папската държава (Форли, Урбино, Фермо, Перуджа, Асизи, Губио, Чита ди Кастело, Витербо, Нарни, Ортона, Чивитавекия и други) се разбунтуват срещу папата, изгонвайки служителите на Светия престол. Някои благороднически римски семейства като Орсини, Савели и Колона се свързват помежду си и се съюзяват с Висконти и флорентинците.
През февруари 1376 г. Асколи, Мачерата и Имола също се разбунтуват, а на 20 март идва ред на Болоня, която изгонва папския легат и неговите войници, принуждавайки ги да се приберат във Ферара. Джон Хокуд се възползва от ситуацията, за да ограби Фаенца и околните папски територии. За да се опита отново да стабилизира ситуацията, Григорий XI наема наемна рота от французи, бретонци и англичани, към която добавя 800 италиански конници. В отговор Бернабо и флорентинците събират армия от 1000 копиеносци в Болоня под командването на Родолфо да Варано, която успява да отблъсне парската армия, принудена да се приюти в Чезена. Гражданите на този град се разбунтуват, принуждавайки папските офицери да се укрият в замъка, откъдето са освободени след намесата на Джон Хокуд, който варварски разграбва града, убивайки цивилни. През април Бернабо дава дъщеря си Елизабета за жена на Лучо Ландо със зестра от 12 хил. флорина.

#### Краят на пленничеството в Авиньон
На 27 януари 1377 г., по настояване на Катерина Сиенска и с намерение да сложи край на бунтовете в Папската държава, папа Григорий XI тържествено се завръща в Рим. Той е предшестван от армия от 4000 пехотинци и 6000 бретонски конници които, след като пристигат в района на Болоня, опустошавайки териториите по пътя, успяват да си върнат някои замъци. През юли Бернабо се опитва да постигне споразумение с Джон Хокуд за завземането на Модена. Николо II д'Есте успява да го изпревари, като арестува кастелана и бунтовниците от Модена, затова нищо не е направено. Малко след това Еусторджио Манфреди, с помощта на Хокуд и някои граждани на Фаенца, успява да завладее Фаенца, като я отнема от Ферара, след което се съюзява с Висконти и флорентинците. На 19 юли папата сключва ново примирие с Висконти.
Същата година Бернабо дарява териториите на Ронкето (днес част от Милано) на любовницата си Донина Поро, към които се добавя Пагацано през 1379 г.; при нейната смърт те стават феод на извънбрачния им син Ланчилото Висконти. През май Бернабо дава извънбрачната си дъщеря Донина на Джон Хокуд. На 2 август 1377 г. Виоланте Висконти се омъжва за Отон Монфератски, който е с няколко години по-младот нея. Нещастната Виоланта всъщност е вдовица на Лайънъл Антверпенски, който почива в Алба само след четири месеца брак.
На 18 октомври 1375 г. умира господарят на Верона Кансиньорио дела Скала. Наследен е от извънбрачните му синове Антонио и Бартоломео. Бернабо обаче счита, че наследството се пада на съпругата му Реджина дела Скала. През октомври 1377 г. той се опитва да залови синовете чрез дружина от германци по време на лов, но те нарушават заповедите му и предупреждават веронезците.
През март 1378 г. папа Григорий XI започва отново да преговаря за мир с Висконти и флорентинците, този път в Сардзана, след като е победен от флорентинците в битките при Камерино и Мателика. Преговрите не са завършени, понеже папата умира в края на месеца. Римските граждани се разбунтуват, искайки да бъде избран италиански папа след 72 години на френски папи, поради което е избран Урбан VI в Итри.
На 4 август 1375 г. умира Галеацо II Висконти и Бернабо поема управлението на цялата Сеньория Милано.

### Последни години на управление
През април 1378 г. Джон Хокуд и Лучо Ландо обсаждат Верона безрезултатно. През октомври Бернабо прави набези в района на Верона, след като Скалиджери (Дела Скала) изпращат дружини от унгарци да ограбят района на Бреша. Същата година Бернабо подкрепя Република Венеция срещу Генуа във войната на Киоджа. Войските на Висконти обаче са разгромени във Вал Бисаньо през септември 1379 г.
През декември съпругата на Бернабо Реджина дела Скала тръгва с най-големия им син Марко и 700 мъже към Верона и ги обвинява в предателство. Тя не успява да превземе града поради безразличието на Джон Хокуд и Лучо Ландо (навярно подкупени от Скалиджери). Хокуд и Ландо са изгонени и си отмъщават, като разграбват равнините на Бергамо и Бреша. На 26 февруари 1379 г. е постигнато споразумение, с което Реджина се отказва от претенциите си към града в замяна на 440 хил. флорина и годишна пенсия от 2000 флорина. Бернабо същата година ѝ дарява феодите в района на Лоди: Сомаля, Кастелнуово Бока д'Ада, Маяно, Монтеолдрадо, Сант'Анджело Лодиджано и Мерлино. Към тях през декември 1380 г. са добавени феодите на Касано, Стедзано, Киньоло, Вилантерио, Рокафранка, Тавиано и Пицобелазио. През 1383 г. тя получава и Ронкаля, Сардзана, Валенца, Санто Стефано и Карара.
През март 1379 г. Бернабо придоставя съответните феоди на законните си синове: Марко получава половината от Милано, а другата половина е притежание на братовчед му Джан Галеацо Висконти, Лудовико взима Лоди и Кремона, Карло – Парма, Крема и Фиденца, Родолфо – Бергамо, Сончино и Джера д'Ада, а Джанмастино – Бреша, Гарда и Вал Камоника под попочителството на майка си предвид възрастта. През април е сключен мирен договор между Висконти и Скалиджери.
През 1380 г. маркиз дел Карето предава Висконти, като преминава на страната на генуезците, които му предлагат Албенга. През април Бернабо вкарва племенника си Джан Галеацо в новия съюз, предвиден с Република Венеция, и двамата заедно изпращат своите армии в района на Генуа – едната под командването на Николо Терци, а другата – на Оторино Мандели. През лятото Кастелнуово и Серавале минават у Висконти. През август Аниезе Висконти, дъщеря на Бернабо, се омъжва за Франческо I Гондзага. На 13 ноември, с помощта на папска була, архиепископите на Милано и Неапол позволяват брака на още една негова дъщеря – Катерина Висконти с нейния първи братовчед Джан Галеацо Висконти. Булката носи зестра от 100 хил. златни флорина. Бракът се сключва два дни по-късно в базиликата „Сан Джовани ин Конка“, след което съпругът ѝ ѝ дава Монца и замъка си като феод. През ноември се омъжва още една от дъщерите на Бернабо – Антония Висконти, за граф Еберхард III фон Вюртемберг.
На 18 април 1381 г. Изота Висконти, дъщеря на Бернабо, е изгонена от съпруга си Карло да Фолиано. Същия месец Лудовико Висконти, син на Бернабо, се жени за Виоланта Висконти – дъщеря на Галеацо II, която му донася 100 хил. златни флорина като зестра. На 3 януари 1382 г. умира Марко Висконти, син на Бернабо, а 2 месеца по-късно умира и съпругата му Елизабета Баварска.
През февруари 1382 г. в Милано Бернабо Висконти и Луи I Анжуйски се споразумяват да нахлуят в Кралство Неапол. Бернабо предлага дъщеря си Лучия на неговия син Луи II и дъщеря си Елизабета Висконти на графа на Валоа – брат на френския крал Шарл VII или на Бургундския граф. Бракът не се осъществява. През март Бернабо жени дъщеря си Мадалена за херцог Фридрих Баварски-Ландсхут, давайки ѝ зестра от 100 хил. флорина. На 24 юли армиите на Анжуйците и на Висконти се срещат в Пиаченца, след което Бернабо придружава Луи I до Кастел Сан Джовани и му прави много подаръци. През август Карло Висконти, син на Бернабо, се жени за дъщерята на графа на Арманяк. През декември умира Петър II Кипърски, оставяйки Валентина Висконти вдовица.
На 19 февруари 1383 г. Бернабо подписва отделен мир с Генуа. На 18 юни 1384 г. умира съпругата му Реджина дела Скала. Същата година дъщеря му Лучия Висконти се омъжва в Милано за Едмънд III Холанд, граф на Кент, донасяйки му зестра от 75 хил. флорина.
През 1385 г. Бернабо дава решаващ профренски завой на своята брачна политика. Докато преговорите за брака между дъщеря му Лучия Висконти и сина на краля на Неапол Луи II Анжуйски най-накрая приключват, внучката му Изабела Баварска, дъщеря на дъщеря му Тадеа, се сгодява за френския крал Шарл VI. През февруари той жени и сина си Джанмастино за дъщеря на Антонио дела Скала, връщайки му всички замъци, които е превзел в района на Верона.

### Преврат на Джан Галеацо Висконти и смърт
Виждайки, че френските му съюзи са заплашени, племенникът на Бернабо – Джан Галеацо Висконти взима решителни мерки срещу чичо си. Според италианския историк от 16 век Паоло Джовио съпругата на Бернабо – Реджина дела Скала отдавна подтиква децата си да елиминират неудобния им братовчед, наследил богатите владения на баща си, но Джан Галеацо се преструва, че не знае за това. Той обаче взима всички предпазни мерки да не бъде елиминиран: ограничава броя на прислугата си, свежда трапезата си до няколко ястия, които опитва преди консумация, предоставя личната си охрана на верни ветерани, не излиза от замък, ако преди това не е пратил отряд войници да изследва околността, показва се религиозен и слаб, като отива да се моли в църквата с въоръжен ескорт, привличайки презрението на братовчедите си и бивайки подценяван от чичо си.
На 6 май 1385 г., уж отивайки на поклонение в светилището „Санта Мария дел Монте“ над Варезе, Джан Галеацо тръгва от Павия към Милано, карайки Бернабо да го посрещне извън Порта Верчелина, при болницата „Сан Амброджо“ в Милано. Бернабо отива на срещата на муле, придружаван само от синовете си Родолфо и Лудовико, и от няколко въоръжени мъже, въпреки че мнозина се опитват да го разубедят. Джан Галеацо пристига придружен от 500 копиеносци, водени от най-верните му лица – Отоне Мандели, Бернардино да Лонато, Якопо дал Верме, Уголото Бианкардо и Джовани Маласпина. Бернабо и неговата свита са лесно заобиколени и пленени от хората на Джан Галеацо, които след това завземат ключови места в Милано, докато народът е оставен свободен да граби двореца.
Старият тиранин е затворен в подземията на замъка на Порта Джовия, преди да бъде преместен на 25 май от Гаспаре Висконти в замъка на Трецо сул'Ада, където остава седем месеца. Синовете му са затворени в замъка на Сан Коломбано ал Ламбро. 62-годишният Бернабо, управлявал 30 години, умира на 19 декември в обятията на любовницата си Донина де Пори, може би поради отравяне с купа боб.
Джан Галеацо прави тържествено погребение на чичо си свекър, за да не го направи мъченик. Първоначално Бернабо е погребан в Милано в криптата на „Сан Джовани ин Конка“. Изпълнението на гробницата е поверено на скулптора Бонино да Кампионе, който трябва да преработи конния паметник, поръчан за същата църква от самия Бернабо около 1363 г. Към 2020 г. грандиозният мраморен ковчег се намира в Кастело Сфорцеско в Милано. Mраморната глава, открита през 2012 г. в хранилищата на Замъка на Сфорците, е идентифицирана като портрет на Бернабо през последните години от живота му. Творбата се приписва на Бонино да Кампионе. През 1814 г. тялото на покойника е пренесено в църквата „Сант Алесандро ин Дзебедия“, където е положено и тялото на съпругата му Беатриче (Реджина) през 1892 г.

## Бракове и потомство
∞ 27 септември 1350 г. в Милано Беатриче Реджина дела Скала (* 1331, † 18 юни 1384), дъщеря на Мастино II дела Скала († 1351), господар на Верона и Виченца (1304 – 1311), господар на Падуа (1328 – 1338), господар на Парма (1332 – 1341), господар на Бреша (1332 – 1337), господар на Лука (1335 – 1347), и съпругата му Тадеа да Карара († 1375) – дъщеря на Якопо I, господар на Падуа и на Елизабета Градениго – патриция на Венеция. Двамата имат 5 сина и 10 дъщери:
- Тадеа Висконти (* 1351, Милано; † 28 септември 1381, Мюнхен), чрез брак херцогиня на Бавария; ∞ 1364 Стефан III, херцог на Бавария (* 1337, † 1413), от когото има двама сина и една дъщери, сред които Изабела Баварска – съпруга на краля на Франция Шарл VI.
- Верде Висконти (* 1352, Милано; † 1414), чрез брак херцогиня на Австрия; ∞ 23 февруари 1365 в Милано Леополд III, херцог на Австрия (* 1351, † 1386)
- Марко Висконти (* ноември 1355; † 3 януари 1382, Милано), господар на Парма (1364 – 1382), ∞ 1367 за Елизабета Баварска, от която няма деца
- Лудовико Висконти (* 1355, Милано; † 28 юли 1404, Трецо сул'Ада), ∞ 18 април 1381 за Виоланта Висконти († 1382), дъщеря на Галеацо II Висконти, вдовица на Лайънъл Антверпенски, от която има един син
- Валентина Висконти (* 12 август 1367, Милано; † 13 октомври 1393, Кипър), чрез брак кралица на Кипър и титулярна кралица консорт на Йерусалим, ∞ 1378 за Петър II († 1382), граф на Триполи, крал на Кипър и титулярен крал на Йерусалим, от когото има една дъщеря.
- Родолфо Висконти (* 1358, Милано; † 3 януари 1389, Трецо сул Ада), господар на Парма (1364 – 1389)
- Карло Висконти (* ноември 1359, Милано; † август 1403), ∞ август 1382 за Беатрис д’Арманяк, дъщеря на Жан II д'Арманяк Дебелия, от която има двама сина и две дъщери
- Антония Висконти (* 1364, Милано; † 26 март 1405, Щутгарт), чрез брак графиня на Вюртемберг, ∞ 1380 за Еберхард III (* 1362, † 1417), граф на Вюртемберг, от когото има трима сина.
- Катерина Висконти (* 12 юли 1362, Милано; † 17 октомври 1404, Монца), чрез брак последна господарка на Милано (1385 – 1395 и 1-ва херцогиня на Милано (1395 – 1402), ∞ 15 ноември 1380 в Милано за братовчед си Джан Галеацо Висконти (1351 – 1402), херцог на Милано, от когото има двама сина
- Аниезе Висконти (* 1363, Милано; † 17 февруари 1391, Мантуа), чрез брак графиня на Мантуа; ∞ 1380 за Франческо I Гондзага (* 1366, † 7 март 1407), граф на Мантуа, от когото има една дъщеря
- Мадалена Висконти (* 1366, Милано; † 1404, Бургхаузен), чрез брак херцогиня на Бавария (1381 – 1393) и на Бавария-Ландсхут (от 1392 г.); ∞ 2 септември 1381 в Ландсхут за Фридрих (* 1339, † 1393), херцог на Бавария, от когото има двама сина и три дъщяри
- Джанмастино Висконти (* март 1370, Милано; † 19 юли 1405, Бергамо), господар на Бергамо и на Джера д'Ада, ∞ за Клеофа дела Скала († 1403), дъщеря на Антонио I дела Скала, господар на Верона, от която има един син и две дъщери
- Лучия Висконти (* 1372, Милано; † 14 април 1424), ∞ 1. 28 юни 1399 в Павия за Фридрих V фон Тюринген, маркграф на Майсен, 2. декември 1406 (с пълномощник), 24 януари 1407 в Саудуарк за Едмънд Холанд († 15 септември 1407), ърл на Кент
- Елизабета Висконти (* 1374, Милано; † 2 февруари 1432, Мюнхен), чрез брак херцогиня на Бавария-Мюнхен (1397 – 1432); ∞ 1393 в Павия за Ернст фон Байерн-Мюнхен (* 1373, † 1438), херцог на Бавария, от когото има един син и три дъщери
- Англезия Висконти (* 1377, Милано; † 12 октомври 1439, Реджо Емилия), чрез брак кралица на Кипър, Йерусалим и Армения (ок. 1401 – 1408), ∞ 1. ок. 1401 за Янус дьо Лузинян (* 1375, † 29 юни 1432), крал на Кипър (1398 – 1432), титулярен крал на Йерусалим и Армения, бездетна, развод.

Има множество извънбрачни деца:
От една от първите си любовници – Бертрамола дей Граси, с която има връзка преди брака, има двама сина и две или три дъщери:
- Амброджо Висконти (* 1343, Милано; † 17 август 1373, Каприно Бергамаско), първороден син, припознат, кондотиер; ∞ за Маргерита Висконти, извънбрачна дъщеря на архиепископ Джовани Висконти
- Енрика (* ок. 1344), ∞ за Лотарио Руска (Рускони) от Комо, от когото има 3 сина и 3 дъщери
- Маргерита (* ок. 1345), монахиня
- Есторе (Асторе) Висконти (* 2 април 1346, Милано; † 7 януари 1413, замъка на Монца), господар на Мартиненго и на Моренго (от 1404), господар на Монца; ∞ за Маргерита Инфраскати
- Изота Висконти (* 1370-те), вероятна нейна дъщеря, ∞ за Карло да Фоляно, кондотиер.

От любовницата си – придворната дама Монтанина де Лацари има един син и вероятно една дъщеря:
- Саграморо Висконти (* 1343, † 1385), припознат, господар на Бриняно Джера д'Ада, направен такъв от Бернабо през 1380 г.; родоначалник на Висконти ди Бриняно. Клонът и фамилното им име продължава и до днес (от 1602 г.) и е представен от Джанфранко Марацани Висконти Терци (Пиаченца) начело на едноименното семейство и от други членове на сем. Марацани Висконти Терци и на сем. Марацани Висконти. ∞ за Аркилета Марлиани, от която има 2 сина.
- Донина Висконти († 1406), припозната, вероятна нейна дъщеря, ∞ 1377 за Джон Хокуд, кондотиер, от когото има три дъщери.

От любовницата си Катерина Фреганески – дъщеря на съдържателя на Гостилницата на сарацина в Милано има един син и една дъщеря:
- Галеото (* ок. 1360)
- Рикарда (* кр. 1360-те), ∞ 1384 за Бернардон дьо ла Сал, кондотиер

От графиня Донина де Пори от Брианца, дъщеря на юрисконсулта Леоне де Пори и Франческина де Варубиис, за която вероятно се жени след смъртта на първата си съпруга, има поне има двама сина и две дъщери:
- Паламеде, за когото няма ясни сведения
- Ланчилото Висконти († 1441), припознат, граф на Пагацано и на Джера д'Ада, има 2 дъщери: Лучия и Донина Висконти – господарка на Болоня
- Соврана/Сопрана Висконти (* 1383), ∞ за Джовани да Прато
- Джиневра Висконти (* 1385, † 1438), ∞ 1403 за маркиз Леонардо Маласпина, от когото има една дъщеря.

От любовницата си Джованола ди Монтебрето има две дъщери:
- Бернарда Висконти (* 1353, Милано; † 4 октомври 1376, Милано)[66]
- Валентина Висконти († 15 век), припозната, ∞ 1. за Гаспаре Висконти, 2. за Джовани Алипранди († 1426, обезглавен), пфалцграф и капитан на Свещената Римска империя, подест на Болоня (от 1412)[67]

## Архитектурно наследство
- В Милано Бернабо живее в дворец до базиликата „Сан Джовани ин Конка“, която включва в двореца си Ка ди Кан, принадлежал на Лукино Висконти. Бернабо кара да го разширят, добавяйки кренелирани стени с височина 25 ръце (около 15 м) и голям вътрешен двор, придаващ му подобен на замък вид. През 1380 г. той кара да го възстановяват след пожар. Бернабо кара да украсят близката базиликата „Сан Джовани ин Конка“ с нови издълбани олтари и стенописи. Той поръчва конен паметник на самия себе си, който след смъртта му е адаптиран по заповед на неговия племенник Джан Галеацо Висконти за негов гроб. Бернабо, в пълно въоръжение и на кон, с командния жезъл в дясната си ръка, е заобиколен от алегоричното представяне на двете основни добродетели – Справедливост и Твърдост, но не и от непознатите за него Благоразумие и Умереност. Статуята се е намирала до главния олтар на Сан Джовани ин Конка. Към 2020 г. тя е изложена в Залата на канцлерството (Sala della Cancelleria) в Музея на древното изкуство в Замъка на Сфорците в Милано.
- През 1358 г. кара да построят крепостите Порта Нуова (Rocchetta di Porta Nuova) и Порта Романа (Rocchetta di Porta Romana) в Милано. Първата се е простирала от едноименната порта до църквата „Сан Джакомо“. Втората всъщност е била крепост, простираща се от базиликата „Сан Надзаро ин Броло“ почти до Порта Тоза, вероятно най-голямата в града след замъка. Комплексът е включвал по-малката крепостна порта Pusterla del Bottonuto, пресичаща Кръгът на Навили (средновековният защитен наводняем ров на Милано) със собствен мост пред църквата „Сан Барнаба“. От друга страна не е ясно дали Бернабо е притежавал или не, както посочва Бернадино Корио, укрепена галерия, свързваща я с палата му Cà di Can, или авторът я е объркал с онази, която е свързвала този палат с Бролето Векио (днешният Кралски дворец). По-късно, при Франческо Сфорца, е частично разрушен, за да се построи Оспедале Маджоре.
- През 1359 г. почита родителите си Стефано Висконти и Валентина Дория, като заедно с братята си кара да създадат надгробния паметник, дело на Бонино да Кампионе, който се намира в параклиса на Висконти в базиликата „Сант'Еусторджио“ в Милано.
- През 1359 и 1366 г. прави щедри дарения под формата на феоди (които ка освободени от данъчни налози, със сродни права за събиране на десятъка и с право на риболов, и с някои правомощия на юрисдикция над територията) на болниците Сан Джакомо, Сант'Антонио, Санти Пиетро и Паоло, Сан Ладзаро, Санта Катерина ин Броло, Сант'Амброджо и Сан Пиетро дей Пелегрини. В замяна на това всяка болница се ангажира да извършва благотворителна дейност срещу определена сума, като раздаване на храна на бедните, даване на зестра на по-слабо осигурените момичета и милостиня на затворниците. Тези болници са премахнати при Франческо Сфорца с изграждането на Ка Гранда – седалище на Оспедале Маджоре. Същата година той построява църквата „Сан Джовани Батиста“ и затворите в Маластала, предназначени за неплатежоспособни длъжници.[68][69]
- На 13 април 1361 г., заедно с брат си, той основава университета в Павия, най-важният в Ломбардия до първата половина на 20 век. Бернабо предприема стъпки за привличане на учени от цяла Италия, за да повиши неговия престиж.
- Той построява новите стени на Парма заедно с крепостите, за да защитава Порта Нуова и Порта Сан Микеле. След това свързва крепостта Порта Нуова с моста на Мадона Дзилия с покрит път.
- За да осигури по-добро сцепление на териториите на владението и като отмъщение за непрекъснатите бунтове, той нарежда разрушаването на повечето замъци, собственост на родовете гвелфи. Онези, които минават под прякото владение на Висконти, оцеляват, като замъкът в Пагацано – бивша резиденция на архиепископа и господар на Милано Джовани Висконти. От друга страна той построява множество замъци, включително и тези на Меленяно с ловен резерват и моста над Ламбро, замъците в Трецо, Пандино, Кузаго, Лоди, Кремона, Дезио, Сенаго, Карона, Кастроно, Понтремоли, Салерано сул Ламбро, Сан Коломбано Ламбро, Пицигетоне и Кастелнуово Бока д'Ада. Той е отговорен и за цитаделата на Бергамо, и за разширяването на крепостта в Бергамо, както и за замъка и цитаделата на Бреша.
- На 10 декември 1369 г. основава 2 капелании[N 15] в църквата „Сан Бернардо“ в Санта Мария дел Монте.[N 16] Сградата е завършена през 1371 г. Същата година основава и параклис, посветен на Дева Мария в базиликата „Сан Надзаро“ в Броло, по-късно известен като „Параклис Флорана“, тъй като е бил посветен на Флорана, дъщеря на Витале Спата.
- През 1369 или 1370 г. нарежда да издигат укрепен мост в Трецо сул'Ада в контекста на изграждането на новия замък. Той е дълъг 72 метра, широк 8 метра и висок 25 метра над повърхността на водата, състои се от огромен участък, оборудван с кула от всяка страна[70] и е структуриран на три покрити нива, разположени едно над другото: в долната циркулират каруци, стоки и багаж, в междинната – конници, а в горната – пешеходци. Мостът е пресечен и достъпът му е регулиран от подвижен мост на всеки бряг.[69] Вътрешното осветление и вентилацията са осигурени с решетъчни прозорци. Той е завършен след седем години и три месеца строителство и по онова време е един от най-големите, ако не и най-големият мост с единична арка в Европа. След построяването му повечето от транзитните стоки на междинния участък на река Ада преминават през този мост за сметка на тези във Ваприо и в Касано. Той е съборен през 1416 г. от Франческо Бусоне по време на обсада. През 19 век част от руините са използвани за изграждане на стадиона Арена ди Милано.
- Бернабо прави важни промени в замъка в Сант'Анджело Лодиджано за 100 хил. флорина, превръщайки го в негова благородническа резиденция. Съпругата му Реджина дела Скала на 7 септември 1381 г. кара да построят църквата „Санта Мария ала Скала“ в Милано на стойност 15 000 флорина на мястото на срутени къщи и останки от двореца Ториани. Тогава църквата дава името на Tеатър „Ла Скала“.

## Бернабо между реалност и легенда
Има многобройни исторически анекдоти и легенди около фигурата на Бернабо Висконти. По-долу е даден списък на най-известните:
- Бернабо, подобно на много благородници от онова време, обича лова с кучета, особено лова на диви свине. Всеки, който е проявявал нехайството да участва в ловните му занимания – истински държавен бизнес, е можело да бъде измъчван или убит. Поданиците му, въпреки наложените им забрани, често са ловували диви свине и друг дивеч, за да се изхранват. Бернардино Корио разказва, че един ден, след като Бернабо открива, че някои от тях са нарушили неговите разпоредби, кара да ги заловят, да им извадят очите и да ги измъчват жестоко, а накрая и да ги обесят. Изглежда, че поне сто души са завършвали земния си път по този начин, а на многозина са им били конфискувани имотите или къщите им са били изгорени. Бернабо кара да обесят абата на манастира „Сан Барнаба“, понеже е ловил зайци, изважда очите на човек, който се разхожда по частната му улица, отрязва ръцете и изважда очите на млад мъж, който му казва, че си мечтае да убие глиган. Кара кучкаря си да убие фермер, който има куче. Постановява, че няма да се плаща на никой съдия, ако той първо не осъди на смърт убиеца на яребици. Всеки, улавян да готви или да яде дивеч, е бил глобяван, включително ханджиите, които се оплакват многократно.[71]
- Той е голям любител на кучетата и говорят, че е притежавал 5000 екземпляра и че никой друг не е бил упълномощен да притежава куче. Бернабо построява голямо имение за любимите си кучета в селището Куарто Канино, навремето в провинцията на четири мили от Милано, а днес – негов квартал. Името на селището навярно идва именно от това имение. Кучетата му обаче са били толкова много и толкова скъпи за издръжка, че се твърди, че той ги е разпределял у поданиците си, които е трябвало да се грижат да са здрави за своя сметка. На всеки две седмици е трябвало да ходят в двореца на Бернабо, известен като Ca 'di Can (Кучешка къща), за да проверява състоянието им. Според историка Джовио обаче е имало министри на ловната служба („кучешки офицери“), които са обикаляли града с книга, в която е било описвано всяко куче. Всеки, който е представял куче в лоша форма, е бил бит или подложен на големи глоби, а в случай на смърт на животното имуществото му е било конфискувано. Палатът Cà di Can е унищожен от пожар през 19 век, след това е възстановен и е окончателно разрушен едва през 1946 г., за да отстъпи място на Hotel dei Cavalieri.[72] Миланският израз alla Cà di Can изглежда произлиза от този палат, за да покаже мъката да отидеш при господаря при такива обстоятелства. След войната изглежда, че грешен превод е осакатил фразата на „alla cazzo di cane“, скандален идиом, означаващ „да работиш зле, без критерии“.
- През 1361 г. двама папски легати отиват при Бернабо, за да го уведомят за желанията на папа Инокентий VI относно спора за гсподството над Болоня (или, според други, относно папското отлъчване от 1373 г.[73]). Те са посрещнати от самия Бернабо начело на малка армия в Меленяно, на моста, който пресича реката Ламбро, която е придошла. След като прочита папския плик, Бернабо казва: „Вие избирате: или да ядете, или да пиете“. Двамата разбират, че „пиенето“ означава да бъде хвърлени в реката и предпочитат да погълнат тежкия пергамент заедн с копринения шнур, от което идва изразът mangiare la foglia (букв. „да изядеш листа“, manger la feuille на френски език, т.е. да разбереш нещо бързо, за да избегнеш опасност[73]). Един от легатите е Гулиелмо да Гримоар – бъдещ папа Урбан V, който никога не му прощава това унижение.
- През 1361 г. Бернабо се приютява в Меленяно, за да се опита да избегне чумата, причиняваща хаос в Ломбардия. По време на ловен излет той се изгубва в гората и среща фермер, който цепи дърва. Бернабо му предлага да го носи на гръб, ако му покаже изхода от гората и човекът приема. Когато се качва на конче, той започва да се оплаква от злоупотребите на управителя на Лоди, а след това и от Бернабо, когото определя като жесток, но в състояние да накара да уважават закона и да поддържа реда. След като излиза от гората, Бернабо обещава на фермера, че ще му плати вечерята и ще му даде един грош, ако го придружи до палата му и човекът отново се съгласява. Докато са на пътя, изведнъж слугите на Висконти идват да ги посрещнат, носейки факли, за да осветят пътя. Когато се покланят на мъжа, селянинът разбира кой е и се ужасява. Бернабо въпреки това спазва думата си и му дава онова, което е обещал, и кара да му върнат поле, което му е било взето.
- На 22 май 1362 г. в Болоня се формира нова лига срещу Висконти, така че господарите на Верона, Мантуа и Ферара решават да изпратят трима посланици в Милано, за да увещаят Бернабо да върне замъците, окупирани от него в областите на Болоня и в Романя. Той не ги приема, а ги кара да докладват каквото трябва да му кажат на един от канцлерите му. Когато последният докладва на Бернабо за казаното, Висконти се ядосва и заповядва да бъдат затворени в сградата, в която са отседнали. Той ги принуждава да се облекат в обикновена бяла роба, да се качат на кон и да се представят пред него в „Аренго“, излагайки се на смеха на хората, тълпящи се покрай пътя. Пристигайки в Аренго, кара да го чакат два часа пред вратата и след това да излязат да дефилират по улиците на града, а след това – да покрият господарите си с обиди. Все още недоволен, Бернабо, след като ги кара да се закълнат, че няма да си сменят дрехата, освен в присъствието на господарите им, кара група войници да ги придружат до границата. Според Вилани, от друга страна, Бернабо е накарал да му се донесат сребърни вази, съдържащи емблемите на техните родове, изопачени по скандален начин, например на Скалиджери се е падала стълба, висяща от бесилото.
- Един ден Роберто Висконти, архиепископ на Милано, отказва да ръкоположи монах, когото смята за недостоен. Когато Бернабо научава това, му казва вбесен: На колене, подлецо! Не знаеш ли, безделник, че във владенията си аз съм папа, император и Бог, и че в тях нито императорът, нито Господ могат да правят онова, което аз не желая?[74] После го затваря в една стая.
- Бернабо презира църковните закони, възпрепятства някои свещеници да извършват литургии или да пребивават в дома на викария, увеличава данъчното облагане над тях, кара да арестуват прелати и дори епископи и да им конфискуват имуществото. Изглежда, че никакви избори или повишения в църква не са възможни без съгласието на Джирардоло Пустерла – негов прокурор, който има такава власт, че миланците, когато споменават папата, го наричат „Джирардоло". Двама архиепископи на Милано – Гулиелмо II Пустерла и Симоне да Борсано доста внимават преди да заемат мястото си в архиепископията. Те се завръщат едва през 1376 г. с архиепископ Антонио да Салуцо след подобряване на отношенията между Бернабо и папата. Въпреки това, когато идва в Милано, Антонио влиза в града с малка помпозност от страх от гнева на Бернабо.
- През 1363 г. в Милано избухват размирици, тъй като се формират шайки разбойници, които започват да извършват множество кражби и насилие. За да даде пример, след като Бернабо научава, че неговият канцлер Албертоне Булгароне е извършил насилие над францисканци, той го залавя, докато се разхожда из града през нощта, изважда му очите и след това го обесва заедно с шестима негови другари. Той нарежда, че от този момент, под страх от обесване, никой няма право да се скита въоръжен, нито пък да се мотае през нощта под страх от отрязване на крак. Той се хвали, че в неговите земи всеки може да пътува безопасно само с един бастун.
- Харчи общо повече от два милиона златни флорина като зестра за дъщерите си и над три милиона за войната срещу Болоня.
- Наказва собствената си дъщеря Бернарда за прелюбодействие: спестява ѝ публичната екзекуция, но я оставя на хляб и вода в крепостта на Порта Нуова близо до едноименната порта на Милано. Тя умира там след седем месеца и е погребана в църквата „Сан Джакомо“ (несъществуваща днес) точно пред вратата. Твърди се, че тя е била видяна жива в Болоня и Бернабо, за да се увери, че е наистина е мъртва, дава заповед да бъде ексхумирана.
- Многобройни легенди са свързани със замъка в Трецо, където е живял Бернабо и където е бил затворен и умрял. Твърди се, че по време на агонията си той написва на стената на килията си със собствената си кръв „Каквото на мен, такова и на теб“ („tanto a me tanto a te“), за да прокълне племенника си Джан Галеацо Висконти, който става господар на Милано за негова сметка. Вътре в замъка има два дълбоки кладенеца и за единия се говори, че Бернабо е накарал да монтират остриета, които са разкъсвали затворниците, хвърляни в него, още преди да стигнат дъното, наводнено от водите на река Ада. Явно е хвърлил и някои от момичетата, от които му е доскучало. В подземията се намира т. нар. „стаята на капката“, където водата е капела от тавана на равни интервали. Затворникът е бил връзван и поставян с челото му точно под една от тези капки, които бавно, ден след ден, изкопавали черепа му, довеждайки го до лудост и причинявайки му жестока смърт. На някои стени на подземията, съседни на шахтата на остриетата и на стаята с капките, все още и до днес в определени периоди от годината се появяват големи червени мокри петна, много подобни на прясна кръв. Легендата разказва, че това е кръвта на многобройните жертви, измъчвани и убити от Бернабо, която тече от стените, за да си спомним за зверствата, които е извършил. В действителност става въпрос за вид гъба. Твърди се също, че на 19 декември всяка година (датата на смъртта му) се появява неговият призрак, който се скита из имението, издавайки ужасни писъци. Говори се и за призрака на жена, може би дъщерята, която самият той е убил. Накрая се говори, че използвайки естествени проходи, той е построил дълги тунели, вкопани в скалата, способни да свържат замъка му в Трецо с тези в Касано и в Бривио, за да избяга в случай на нужда; входът към тези тунели би трябвало да е врата в мазето, която да не води на никъде, тъй като проходът е блокиран от отломки в резултат от срутването на тавана.

#### Изследвания
- Daniela Pizzagalli, Bernabò Visconti, Milano, 1994.
- Marek Miroslav, „Complete Genealogy of The House Visconti“.
- Luigi Barnaba Frigoli, Un denaro in meno di Cristo – Bernabò Visconti nella novellistica toscana, in Archivio storico lombardo 2007, Milano, 2007.

#### Исторически романи
- Luigi Barnaba Frigoli, La Vipera e il Diavolo, edizioni Meravigli, Milano 2013.
- Luigi Barnaba Frigoli, Maledetta serpe, edizioni Meravigli, Milano 2016.
- Adriana Assini, Agnese, una Visconti, Scrittura & Scritture Edizioni, Napoli, 2018.

## Обяснителни бележки
1. ↑  Той всъщност има един избънбрачен син – Леонардо и една извънбрачна дъщеря – Маргерита, която се омъжва за Амброджо Висконти – син на Бернабо Висконти.
2. ↑  сеньор на Валтраваля, член на кадетски клон на Висконти и роднина на починалия Джовани Висконти.
3. 1 2 3 4 5  Днешно подселище на Борго Вирджилио.
4. ↑  Това са конници с характерен шлем, който оставя брадата открита; всеки от тях е следван от поне един сержант, следователно армията на граф Ландо е от поне 6000 души.
5. ↑  на итал. redefossi
6. 1 2  Днешно подселище на Кастелфранко Емилия
7. ↑  Днешно подселище на Ронкофераро.
8. ↑  Днешен болонски квартал Савена.
9. 1 2  Днешно подселище на Бомпорто.
10. ↑  Името „Дружина на Свети Георги“ (Compagnia di San Giorgio) се отнася до три наемнически дружини, действали в Средновековна Италия през 14 век.
11. ↑  Compagnia Bianca del Falco (Бялата дружина на сокола) или по-просто Compagnia Bianca (Бяла дружина), е важна наемническа дружина, създадена главно от чуждестранни наемници, действаща през 14 век в Европа.
12. ↑  Кастелнуово Фоляни е днешно подселище на Алзено.
13. ↑  Минал на заплащане при папата след конфликт с Галеацо II по време на обсадата на Асти.
14. ↑  Днешно подселище на Пиаченца.
15. ↑  Основаването на параклис на итар. cappella, обикновено е било свързано с наследство, за да се осигури чрез благодеяние божествения култ в полза на свещеника. Семейството-дарител обикновено е получавало правото на патронаж. Вследствие на това се разпростанява обичаят да се наричат „капелании“ църквите, различни от енорийските. В днешно време терминът се използва, за да обозначи грижата за душите в определени ситуации като болнични или университетски капелании или такива, предназначени за мигранти.
16. ↑  Днешно подселище на Варезе